# فراغات حاصل الضرب القياسي وفراغات هيلبرت
يمكننا تعميم مفهومى «الضرب القياسى» و «التعامد» على الفراغات الاتجاهية سواء الحقيقية أو المركبة وهذا ما يقودنا إلى تزويد الفراغ الاتجاهى ببنية اضافية للحصول على فراغ حاصل الضرب القياسى وفراغ حاصل الضرب القياسى الكامل الذي يسمى ب «فراغ هيلبرت»

## تعريف
ليكن V فراغا اتجاهيا على المجال K (الحقيقى أو المركب).لنفترض انه يقابل كل زوج من المتجهات u,v اللذان ينتموا للفراغ الاتجاهى V عدد حقيي {\displaystyle \langle u,v\rangle } ينتمى للمجال K
يسمى هذا الراسم حاصل الضرب القياسى في V إذ حقق البديهيات التالية:
1-::{\displaystyle \langle u,u\rangle \geq 0} (موجب)
2- 0={\displaystyle \langle u,u\rangle } إذا كان وفقط إذا كان u=0 (محدد)
3-::{\displaystyle \langle y,x\rangle ={\overline {\langle x,y\rangle }}.} (متماثل إذا كان مجال الأساس 
حقيقيا)و (مرافق لنفسه إذا كان مجال الأساس مركبا)
4-::{\displaystyle \langle ax_{1}+bx_{2},y\rangle =a\langle x_{1},y\rangle +b\langle x_{2},y\rangle .} 
(خطى في المركبة الأولى)
ان الفراغ الاتجاهى المزود بحاصل الضرب القياسى يسمى فراغ حاصل الضرب القياسى
وكذلك فراغ حاصل الضرب القياسى الكامل وهو الذي فيه كل متتالية كوشية لها نهاية في هذا الفراغ يسمى 
بفراغ هيلبرت
واستنادا إلى البديهيات 3 و 4 نستنتج:{\displaystyle \langle x,ay_{1}+by_{2}\rangle ={\bar {a}}\langle x,y_{1}\rangle +{\bar {b}}\langle x,y_{2}\rangle .}
وهذا يعنى ان حاصل الضرب القياسى شبه خطى في المركبة الثانية
إذا كان لدينا ⟨•,•⟩ حاصل ضرب قياسى على الفراغ الاتجاهى V , فنعرف أولا المعيار المرتبط بحاصل الضرب القياسى على أنه:{\displaystyle \|u\|={\sqrt {\langle u,u\rangle }},}
ومن هنا فان فراغات حاصل الضرب القياسى تكون فراغات معيرة وكذلك فراغ هيلبرت يكون فراغ باناخى
ونعرف ثانيا المسافة بين نقطتين x,y في فراغ هيلبرت بمعرفة المعيار على أنها:{\displaystyle d(x,y)=\|x-y\|={\sqrt {\langle x-y,x-y\rangle }}.}
ومن هنا فان فراغ حاصل الضرب القياسى يكون فراغ المسافة
ونشير إلى هذة الخاصية الأخيرة التي تتحقق نتيجة لعدم التساوى والتي تسمى متباينة كوشى- شفارتز وهي
ايا كان المتجهان x,y فان:{\displaystyle |\langle x,y\rangle |\leq \|x\|\,\|y\|}
حيث أن التساوى يتحقق إذا كان وفقط إذا كان x,y مرتبطين خطيا

## امثلة
1-الفراغ الاقليدى {\displaystyle \mathbf {R} ^{\mathbf {n} }} هو فراغ كامل ومعرف عليه حاصل الضرب القياسى كالتالى::{\displaystyle \langle (x_{1},\ldots ,x_{n}),(y_{1},\ldots ,y_{n})\rangle :=\sum _{i=1}^{n}x_{i}y_{i}=x_{1}y_{1}+\cdots +x_{n}y_{n}.}
لذلك فهو فراغ هيلبرت
2-الفراغ المركب {\displaystyle \mathbf {C} ^{\mathbf {n} }} هو فراغ كامل ومعرف عليه حاصل الضرب القياسى كالتالى::{\displaystyle \langle (x_{1},\ldots ,x_{n}),(y_{1},\ldots ,y_{n})\rangle :=\sum _{i=1}^{n}x_{i}{\overline {y_{i}}},=x_{1}{\overline {y_{1}}},+\cdots +x_{n}{\overline {y_{n}}},.}
لذلك فهو فراغ هيلبرت
3-الفراغ ℓ2 المؤلف من المتتابعات (اللانهائية من الاعداد المركبة) حيث أن هذه المتسلسلة:{\displaystyle \sum _{n=1}^{\infty }|z_{n}|^{2}}
تقاربية
فهو فراغ كامل ومعرف عليه حاصل الضرب القياسى كالتالى:{\displaystyle \langle \mathbf {z} ,\mathbf {w} \rangle =\sum _{n=1}^{\infty }z_{n}{\overline {w_{n}}},}
لذلك فهو فراغ هيلبرت

## خصائص
1-خصائص هندسية
يمكننا تعميم نظرية فيثاغورث على فراغات حاصل الضرب القياسى:
ليكن V فراغ حاصل الضرب القياسى. نقول عن المتجهين u,v انهما متعامدان إذا كان
{\displaystyle \langle u,v\rangle } = 0.ونرمز لها بالرمز 
u ⊥ v
وعندما يصبح المتجهان متعامدان فان:{\displaystyle \|u+v\|^{2}=\langle u+v,u+v\rangle =\langle u,u\rangle +2\,\mathrm {Re} \langle u,v\rangle +\langle v,v\rangle =\|u\|^{2}+\|v\|^{2}.}
حيث لاى عدد n من المتجهات المتعامدة نستنتج ان:{\displaystyle \|u_{1}+\cdots +u_{n}\|^{2}=\|u_{1}\|^{2}+\cdots +\|u_{n}\|^{2}.}

يمكننا أيضا تعميم خاصية متوازى الأضلاع وهى ان مجموع مربعات اطوال الاقطار يساوى مجموع مربعات اطوال الأضلاع الاربعة حيث ان: {\displaystyle \|u+v\|^{2}+\|u-v\|^{2}=2(\|u\|^{2}+\|v\|^{2}).}
نستطيع القول بان الفراغات المعيرة تعرف حاصل الضرب القياسى حيث ان {\displaystyle \|x\|={\sqrt {\langle x,x\rangle }},} إذا كان وفقط إذا كان خاصية متوازى الأضلاع صارت متحققة
على سبيل المثال الفراغ ℓp حيث p≠2 ليس فراغ حاصل ضرب قياسى لان المعيار المعرف عليه لا يحقق خاصية متوازى الأضلاع، حيث أن هذا الفراغ فراغ كامل وليس فراغ حاصل ضرب قياسى فانه ليس فراغ هيلبرت.
2-خصائص تحليلية
يقال عن متجهان في فراغات حاصل الضرب القياسى انهم متجهات عيارية متعامدة إذا كانوا متعامدان، وطول كل متجه يساوى الوحدة، ومجموعة المتجهات تشكل فئة عيارية متعامدة إذا كان كل متجهان معا متعامدان وطول كل متجه يساوى الوحدة، وهذة الفئات تشكل أساسا يسمى بالاساس العيارى المتعامد.
-كل فراغ حاصل ضرب قياسى ذو بعد منتهى له أساسات عيارية متعامدة والتي يمكن الحصول عليها من طريقة جرام-شميت التي تحول الأساس الاختيارى لفراغ حاصل الضرب القياسى إلى أساس عيارى متعامد.

## تطبيقات
توجد العديد من التطبيقات لفراغ هيلبرت في مجالى الرياضيات والفيزياء
1-يستخدم فراغ هيلبرت في ميكانيكا الكم التي تهتم بدراسة الأجسام الصغيرة جدامثل الإلكترونات والبروتونات حيث تتحول المسافة وكمية الحركة والطاقة في الميكانيكا الكلاسيكية إلى مؤثر في ميكانيكا الكم وهذا المؤثر معرف على فراغ هيلبرت 
2-يستخدم في المعادلات التفاضلية لدراسة سلوك القيم الذاتية والمتجهات الذاتية للمعادلات التفاضلية 
3-يستخدم فراغ هيلبرت في متسلسلات فوارير حيث يمكن تمثيل الدالة كتركيبات خطية من دوال مرتبطة بهذة المتسلسلات 